# Renata Matusik
Renata Matusik (ur. 12 maja 1967 roku w Elblągu) - wielokrotna mistrzyni Polski w pływaniu synchronicznym. II miejsce na MŚ w Barcelonie w 1983 roku. Obecnie trenerka kadry narodowej pływaczek synchronicznych kadry Polski. 
Autorka książek: "Pływanie synchroniczne" oraz "Gimnastyka wodna".